# Nelson Sebastián Maz
Nelson Sebastián Maz (* 20. November 1984 in Durazno) ist ein uruguayischer Fußballspieler auf der Position eines  Stürmers. In Mexiko gewann er mit vier verschiedenen Vereinen insgesamt fünfmal die Zweitligameisterschaft.

## Laufbahn
Maz begann seine Profikarriere 2004 bei Peñarol Montevideo und  spielte anschließend für jeweils ein halbes Jahr bei Central Español und Montevideo Wanderers, bevor er im Sommer 2007 nach Mexiko wechselte. Dort spielte er zunächst beim Zweitligisten Indios de Ciudad Juárez, mit dem er auf Anhieb die Meisterschaft der Apertura 2007 gewann und am Saisonende den Aufstieg in die erste Liga schaffte. In der darauffolgenden Saison 2008/09 absolvierte er sechs Einsätze in der höchsten Spielklasse, konnte sich aber nicht durchsetzen und wurde in der Winterpause an den Zweitligisten Dorados de Sinaloa abgegeben.
In der darauffolgenden Saison 2009/10 gewann er beide Zweitligameisterschaften mit dem Club Necaxa. Doch die Früchte des damit verbundenen Aufstiegs in die höchste Spielklasse durfte er nicht genießen, sondern wurde an den Zweitligisten Tiburones Rojos Veracruz veräußert.
In der Saison 2011/12 gewann er mit dem Club León in der Clausura 2012 erneut die Zweitligameisterschaft Mexikos und schaffte durch den anschließenden Sieg im Gesamtsaisonfinale gegen die UAT Correcaminos zum dritten Mal in seiner Laufbahn den Aufstieg in die mexikanische Primera División. Allerdings war Maz beim beeindruckenden 5:0-Sieg im Rückspiel nicht dabei, weil er im Hinspiel (das 1:2 verloren wurde) des Feldes verwiesen worden war.
In der anschließenden Apertura 2012 erzielte Maz insgesamt neun Tore, doch ein Jahr später – beim ersten Meisterschaftsgewinn des Club León seit mehr als zwanzig Jahren – wurde er aus dem Kader gestrichen, weil León zu viele Ausländer unter Vertrag hatte. In der darauffolgenden Clausura 2014 durfte er wieder für León spielen und war somit Teil der Mannschaft, die den Meistertitel erfolgreich verteidigen konnte.
Die ersten fünf Monate des Jahres 2015 verbrachte er im Rahmen einer Ausleihe bei den Mineros de Zacatecas. Seine Einsatzbilanz beinhaltet bei dem Klub zehn Ligaspiele (ein Tor) und sechs Partien (ein Tor) in der Copa México. Seit Mitte Juni 2015 steht Maz beim FC Juárez auf Leihbasis unter Vertrag. Er gewann mit dem Team in der Apertura 2015 die Zweitligameisterschaft gewann. In der Spielzeit 2015/16 absolvierte er bislang (Stand: 13. August 2016) 13 Ligaspiele in der Primera A und schoss zwei Tore. Zudem kam er viermal (zwei Tore) im mexikanischen Pokal zum Einsatz.

## Erfolge
- Mexikanischer Meister: Clausura 2014
- Mexikanischer Zweitligameister: Apertura 2007, Apertura 2009, Bicentenario 2010, Clausura 2012, Apertura 2015